# Leichtathletik-Weltmeisterschaften 2019/Teilnehmer (Osttimor)
| Gelbes Symbol für Goldmedaillen mit stilisierten Olympischen Ringen | Graues Symbol für Silbermedaillen mit stilisierten Olympischen Ringen | Braundes Symbol für Bronzemedaillen mit stilisierten Olympischen Ringen |
| ------------------------------------------------------------------- | --------------------------------------------------------------------- | ----------------------------------------------------------------------- |
| —                                                                   | —                                                                     | —                                                                       |

Der Leichtathletikverband von Osttimor nahm an den Leichtathletik-Weltmeisterschaften 2019 in Doha teil. Ein Athlet wurde vom Verband aus Osttimor nominiert.

## Ergebnisse

### Männer

#### Laufdisziplinen
| Athlet                     | Disziplin | Vorlauf     | Vorlauf | Halbfinale | Halbfinale | Finale | Finale |
| Athlet                     | Disziplin | Zeit        | Platz   | Zeit       | Platz      | Zeit   | Platz  |
| -------------------------- | --------- | ----------- | ------- | ---------- | ---------- | ------ | ------ |
| Roberto Belo Amaral Soares | 800 m     | 2:02,43 min | 44      | DNQ        | DNQ        | –      | –      |